# Jonathan Del Mar
Jonathan Del Mar (* 7. Januar 1951 in London) ist ein englischer Dirigent und Musikwissenschaftler.

## Leben
Del Mar, Sohn des Dirigenten Norman Del Mar, erhielt schon mit 17 Jahren ein Musik-Stipendium für die Christ Church in Oxford. Nach seinem Studium am Royal College of Music in London, wo er Symphonie- und Kammerorchester dirigierte, wurde er von Franco Ferrara zur Teilnahme am Internationalen Dirigenten-Kurs in Venedig eingeladen. Dort gab er verschiedene Konzerte mit dem Orchestra del Teatro la Fenice. Seine berufliche Karriere begann er mit dem Bournemouth Symphony Orchestra. 1984 trat er erstmals mit dem London Symphony Orchestra auf und arbeitet seither mit fast allen großen Orchestern in England. Er ist gleichermaßen vertraut mit klassischer und zeitgenössischer Musik, was in seiner Programmgestaltung zum Ausdruck kommt.
International bekannt wurde Del Mar mit seiner kritischen Neuausgabe der neun Sinfonien von Beethoven, die im Bärenreiter-Verlag erschien. Seine Forschungen begannen 1985 und fanden 1997 ihren Abschluss mit dem Erscheinen der Sinfonie Nr. 9 in d-Moll op. 125. Zahlreiche namhafte Dirigenten benutzen Del Mars Ausgabe, darunter Claudio Abbado, Bernard Haitink, Sir Simon Rattle und David Zinman.